# Liste der Fernstraßen in Mali
Diese Liste zeigt die Straßen in Mali auf. Es gibt drei Typen von Straßen, zum ersten die Nationalstraßen beginnend mit RN, zum zweiten die Regionalstraßen beginnend mit einem R und zum dritten die Lokalstraßen beginnend mit L.

## Nationalstraßen
| Kurz | Name | Verlauf | Länge      |
| ---- | ---- | --- | ---------- |
|      | RN1  | Bamako – Didiéni (Abzweig RN4) – Diéma – Kayes – Diboli – Grenze zum Senegal                                                                           | 790 km     |
|      | RN3  | Diéma (Anschluss RN1) – Nioro du Sahel – Grenze nach Mauretanien                                                                                       |            |
|      | RN4  | Didiéni (Anschluss RN1) – Nara – Grenze nach Mauretanien                                                                                               | 210 km     |
|      | RN5  | Bamako – Kourémale – Grenze nach Guinea | 150 km     |
|      | RN6  | Bamako – Ségou – Bla (Abzweig RN10) – San – Karpele (Abzweig RN13) – Somo (Abzweig RN14) – Somadougou (Abzweig RN15) – Koro – Grenze nach Burkina Faso | 720 km     |
|      | RN7  | Bamako – Bougouni (Abzweig RN8 und RN9) – Sikasso (Abzweig RN11) – Zégoua – Grenze zur Elfenbeinküste                                                  | 480 km     |
|      | RN8  | Bougouni (Anschluss RN7) – Yanfolila – Badogo – Grenze nach Guinea                                                                                     | 110 km     |
|      | RN9  | Bougouni (Anschluss RN7) – Manankoro – Grenze zur Elfenbeinküste                                                                                       | 120 km     |
|      | RN10 | Bla (Anschluss RN6) – Koutiala (Abzweig RN11 und RN12) – Koury (Abzweig RN13) – Grenze nach Burkina Faso                                               | 155 km     |
|      | RN11 | Sikasso (Anschluss RN7) – Koutiala (Anschluss N10) | 140 km     |
|      | RN12 | Koutiala (Anschluss RN10) – Kimparana (Anschluss N13)                                                                                                  | 80 km      |
|      | RN13 | Karpele (Anschluss RN6) – Kimparana (Abzweig N12) – Koury (Anschluss N10)                                                                              | 130 km     |
|      | RN14 | Somo (Anschluss RN6) – Bénéna – Grenze nach Burkina Faso                                                                                               | 41 km      |
|      | RN15 | Somadougou (Anschluss RN6) – Sévaré – Konna – Douentza – Gao (Anschluss N17 und N18)                                                                   | 605 km     |
|      | RN17 | Gao (Anschluss RN15 und RN18) – Ansongo (Abzweig RN20) – Labbézanga – Grenze nach Niger                                                                | 201 km     |
|      | RN18 | Gao (Anschluss RN15 und RN17) – Anéfis (Anschluss RN19)                                                                                                | 235 km     |
|      | RN19 | Anéfis (Anschluss RN18) – Tessalit – Grenze nach Algerien                                                                                              | 445 km     |
|      | RN20 | Ansongo (Anschluss RN17) – Ménaka – Andéramboukane – Grenze nach Niger                                                                                 | 310 km     |
|      | RN24 | Kati (Abzweig von der N1) – Kita – Grenze nach Südsenegal (Region Kédougou)                                                                            | ca. 360 km |

## Regionalstraßen
Die Regionalstraßen beginnen mit R.

## Lokalstraßen
Die Lokalstraßen beginnen mit L.